# Ford Bronco (2021)
Il Ford Bronco (nome in codice U725) è un'autovettura di tipo fuoristrada prodotta a partire dal 29 marzo 2021 dalla casa automobilistica statunitense Ford.

## Contesto

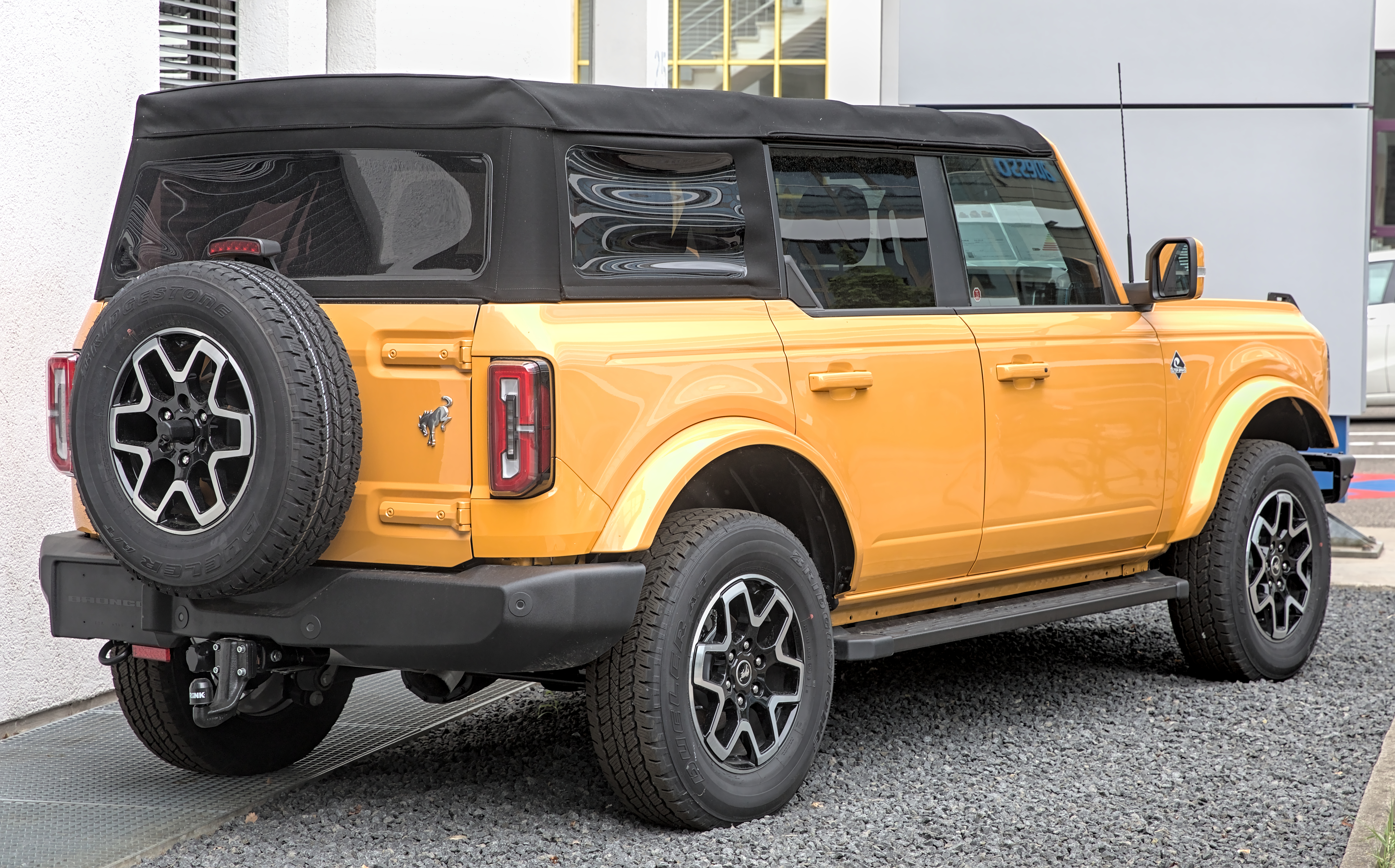
Bronco 4 Porte

Il nome della vettura Bronco richiama l'omonimo fuoristrada prodotto dalla Ford tra il 1966 e il 1996, ma quest'ultima viene derivata accorciando il telaio a longheroni utilizzato sulle contemporanee Ford Ranger e Everest.
Lo stile, in molti elementi del design della carrozzeria, si ispira proprio alla prima serie del Bronco, prodotta tra il 1966 e il 1977.
Il Bronco è disponibile in due varianti di carrozzeria a due e quattro porte, ciascuna di esse configurabile in allestimento cabriolet. Il primo esemplare, che è uscito dalle catene di montaggio il 27 marzo 2021, è stato battuto all'asta per più di un milione di dollari.

## Descrizione

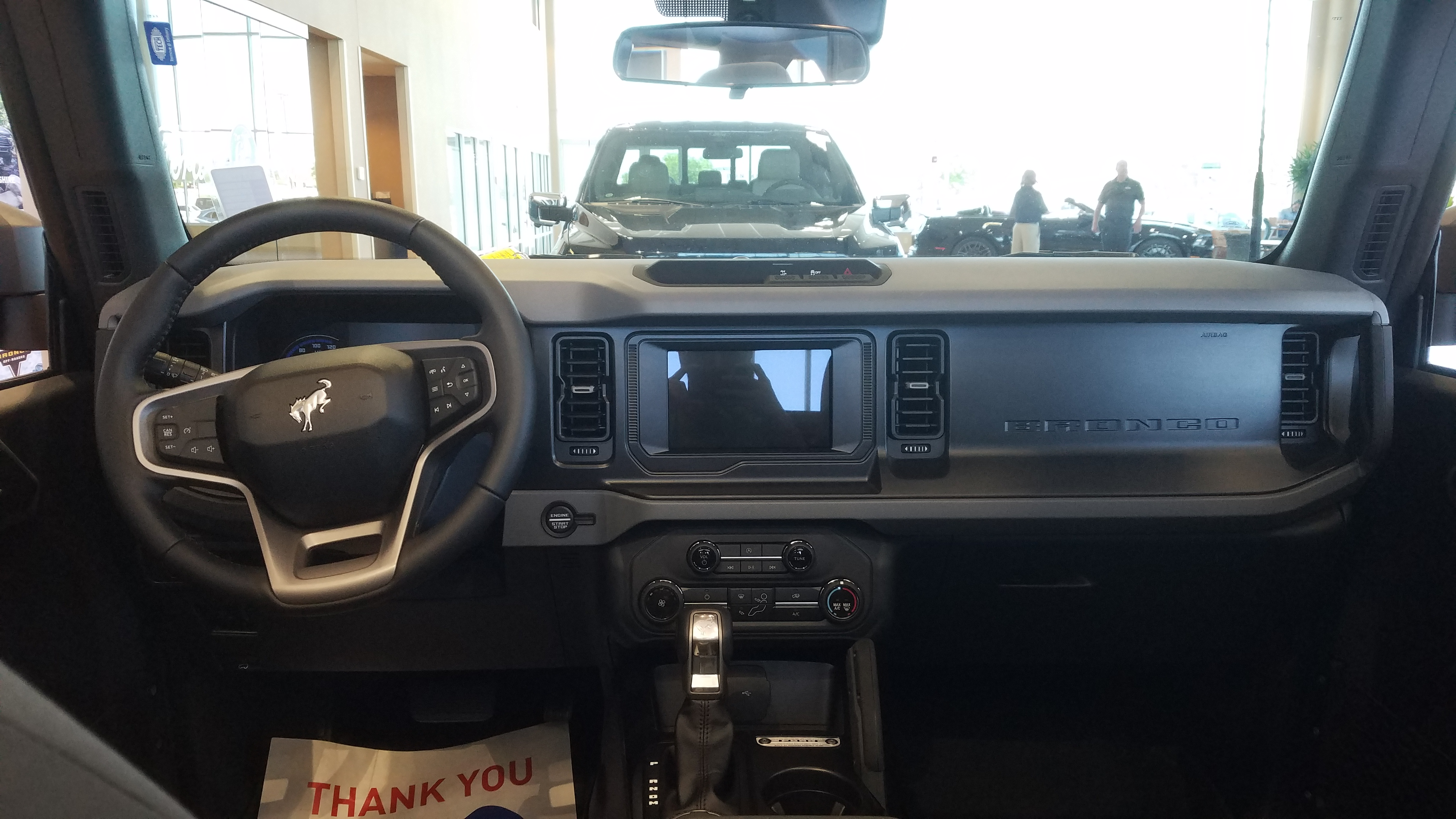
Interni

Ford ha mostrato un prototipo di pre-produzione a un gruppo di concessionari nel marzo 2019. Il 1º novembre 2019 il modello è stato annunciato ufficialmente e avrebbe dovuto debuttare nella primavera 2020, ma a causa della pandemia di COVID-19, la presentazione è slittata al 13 luglio 2020.
La produzione ha luogo, insieme al Ford Ranger, presso lo stabilimento di Wayne in Michigan, dove venivano prodotte le precedenti cinque generazioni.
Ford ha presentato il Bronco anche in un'ulteriore variante del tipo SUV compatto a 5 porte chiamato Ford Bronco Sport (derivato dalla Ford Escape/Kuga). Su tutti i modelli di Bronco, è presente un emblema con la scritta "Bronco" sulla griglia frontale e il logo di un "cavallo" sul portellone posteriore e sul volante, che vanno a sostituire lo stemma dell'ovale blu della Ford, come avviene per le Mustang coupé e Mustang Mach E.

## Specifiche tecniche
Al lancio è un disponibile un quattro cilindri in linea EcoBoost da 2.3 litri che eroga 270 CV e 420 Nm di coppia. In alternativa è disponibile un V6 EcoBoost da 2.7 litri che eroga 310 CV e 542 Nm di coppia. Il 2.7 litri V6 è disponibile solo con un cambio automatico a 10 velocità, mentre il 2.3 litri è accoppiato sia con quest'ultimo che con un manuale Getrag a 7 rapporti.

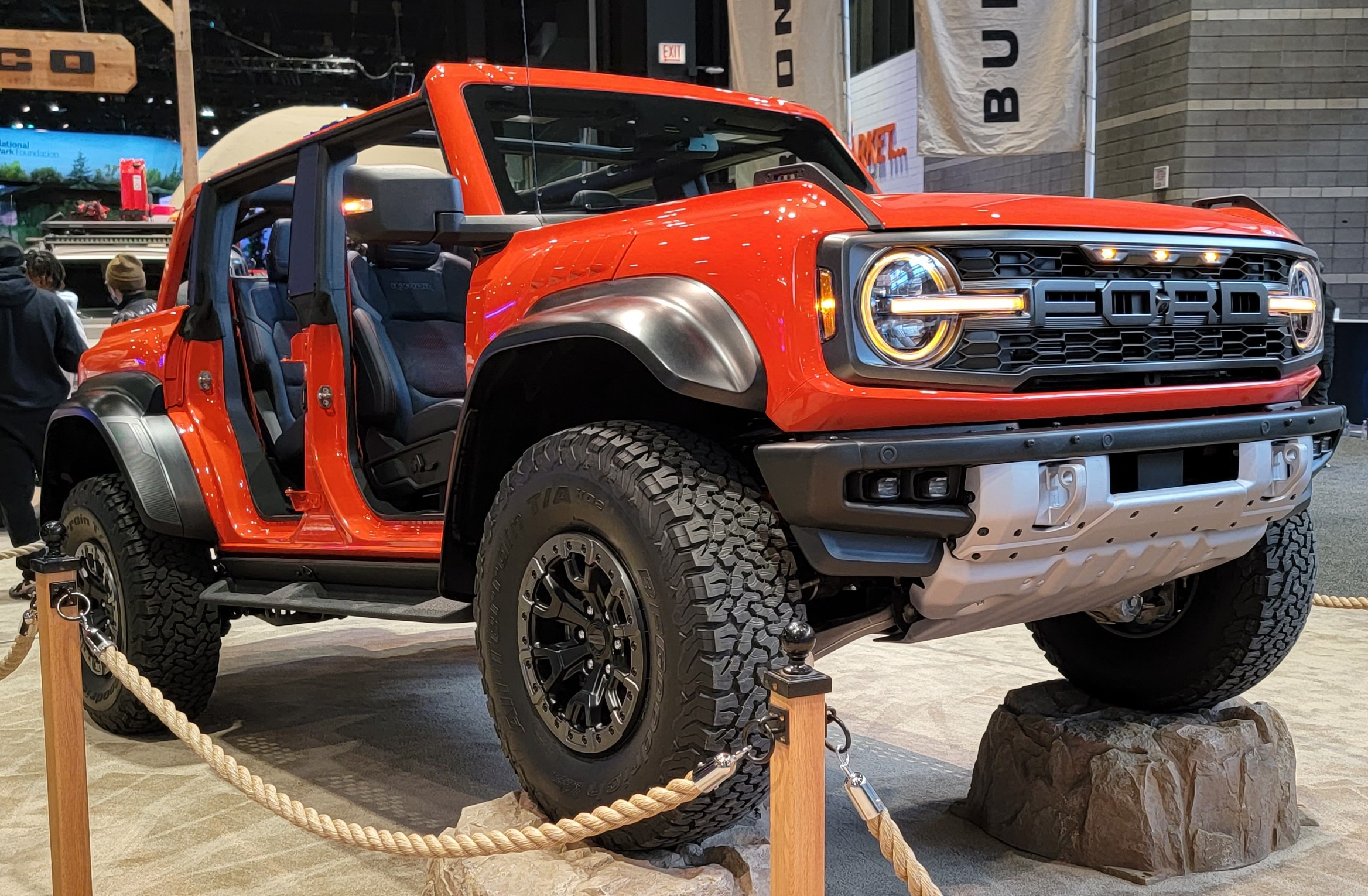
Bronco Raptor

Come l'originale Bronco degli anni 60-70, le portiere, i vetri e il tetto sono asportabili. Le portiere possono essere rimosse e riposte nel vano di carico posteriore.
Il Bronco viene realizzato su di un telaio separato dalla carrozzeria, utilizzando sospensioni anteriori indipendenti a doppio braccio e sospensioni posteriori a ponte rigido con barra panhard, con un'altezza da terra di 295 mm. In opzione c'è l'allestimento HOSS (High-Performance Off-Road Stability Suspension) dotato di ammortizzatori Bilstein regolabili in compressione ed estensione. La barra antirollio anteriore è dotata di un attuatore idraulico che la scollega per aumentare l'escursione delle ruote durante il fuoristrada, per poi ricollegandosi automaticamente quando si guida su strada asfaltata. 
Di serie ci sono due differenziali elettronici, anteriore e posteriore, entrambi bloccabili dal guidatore. La trasmissione può essere impostata nelle modalità 4WD Low, 4WD High, 4WD Automatic e 2WD High (trazione posteriore).
In opzione c'è un sistema di gestione della trazione integrale chiamato GOAT. Il sistema calibra la risposta dell'acceleratore, la trazione integrale, il controllo della trazione e le marce per massimizzare la trazione in fuoristrada. Con questo sistema sono disponibili sette modalità di guida: Normal, Eco, Sport, Slippery e Sand, insieme a Baja, Mud and Ruts e Rock Crawl. Inoltre ci sono il Trail One-Pedal Drive che frena automaticamente la vettura quando il conducente solleva il pedale dell'acceleratore durante le discese ripide e il Trail Turn Assist, che utilizza il sistema di torque vectoring per aiutare il veicolo nelle curve strette in fuoristrada.

## Riconoscimenti
- North American Car of the Year 2022[12]
- iF Design Awards 2021[13]